# 도라
도라(都羅, 생몰년 불명)는 7세기 인물로 한반도 앞바다의 제주도에 있던 탐라의 왕자이다. 673년과 677년에 일본에 조공 사자로 파견되었다.
도라에 대한 기록은『일본서기』에 있다. 덴무 천황 2년(673년) 6월 8일 탐라의 왕자 구마기를 따라 조공하러 왔다. 이들은 덴지 천황의 죽음을 기리기 위해 왔으나 쓰쿠시에 머물다 8월 25일 귀국 명령을 받았다. 임신의 난에서 승리하고 즉위한 덴무 천황은 조문 사신을 받지 않았던 것이다.
덴무 천황 6년(677년) 8월 28일에 도라는 다시 조공하러 왔다. 이때는 도라가 왕자였다. 이듬해 1월 22일 수도로 떠났지만 귀국 기사는 없다. 이것이 일본에 대한 탐라의 마지막 조공이 되었다.

## 참고 문헌
- 小島憲之、直木孝次郎、西宮一民、蔵中進、毛利正守校注・訳　『日本書紀（三）』、小学館・新編日本古典文学全集、1998年、ISBN 4-09-658004-X。
- 坂本太郎、家永三郎、井上光貞、大野晋校注　『日本書紀（五）』、岩波文庫、1995年、ISBN 4-00-300045-5。（1993年刊の岩波書店・新装版日本古典文学大系『日本書紀』の文庫化）。